# Jardim Gramacho
Jardim Gramacho é um bairro do município de Duque de Caxias, no estado do Rio de Janeiro, no Brasil. No bairro, funcionou, de 1976 a 2012, o maior lixão da América Latina. O bairro é terreno de marinha conquistado ao mar  pelos habitantes (posseiros dependentes da reciclagem) e, segundo fontes da época, recebia, por dia, mais de 7 000 toneladas de rejeitos químicos e orgânicos provenientes dos municípios vizinhos da Baixada Fluminense e também do município do Rio de Janeiro, que eram despejados diretamente no fundo da Baía de Guanabara, contribuindo grandemente com a poluição das águas. Da divisa com Jardim Guanabara.

## Confusão Entre os Bairros de Gramacho e Jardim Gramacho.
No município de Duque de Caxias, existe um outro bairro chamado apenas de Gramacho. No local, existe uma estação de trens, a Estação Gramacho. Já o Jardim Gramacho inicia no viaduto Frei Caneca, que dá acesso ao Gramacho pela nova Rodovia Rio-Petrópolis. São bairros distintos e localizados um à esquerda do outro: enquanto o bairro Jardim Gramacho fica às margens da baía de Guanabara e ao lado da Rodovia Washington Luís (BR-040), o bairro de Gramacho é limitado pela antiga rodovia Rio-Petrópolis (Avenida Presidente Kennedy) e fica às margens do Rio Sarapuí (que faz a divisão entre o primeiro e o segundo distritos).

## Transporte
No bairro, operam linhas municipais e intermunicipais de ônibus. Ônibus muito precários, demora nos intervalos e falta de opções no bairro são alguns dos problemas do transporte público em Jardim Gramacho.
As seguintes linhas operam no bairro: 
- 422-C - Jardim Gramacho X Central (Intermunicipal). A linha 422-C é a que mais demora - de 50 em 50 minutos, aproximadamente, passa 1 ônibus.
- 016 - Jardim Gramacho X Hospital Duque de Caxias (Municipal). Intervalos de 20 minutos ou, até mesmo, 40 minutos.
- 018 - Jardim Gramacho (Cohab) X Olavo Bilac (Municipal). Intervalos de 20 minutos ou mais.

## Aterro Controlado de Jardim Gramacho
Apesar de muitos sites de internet e reportagens denominarem o depósito de lixo de Gramacho como sendo um aterro sanitário, ele não pode ser assim classificado, pois um aterro sanitário demanda uma série de controles sobre a disposição dos resíduos em seu interior e a gestão adequada de todos os efluentes gerados, o que não ocorreu durante a vida útil deste depósito de resíduos sólidos.
Inaugurado em 1978, como um lixão, recebendo resíduos de diversas naturezas, inclusive materiais tóxicos e perigosos e sem nenhum tipo de controle, apenas em 1996 o depósito de resíduos de Gramacho passou operar como um aterro controlado.
Em fevereiro de 2005, a prefeitura de Duque de Caxias começou a cobrar uma taxa de recomposição ambiental para cada caminhão que depositava lixo em Jardim Gramacho. Em dezembro de 2006, assim era caracterizado o bairro em reportagem da Agência Brasil:
| “ | Jardim Gramacho possui 45 000 habitantes e bolsões de miséria – cinquenta por cento da população sobrevive de reciclagem. Sem saneamento básico, as pessoas moram em barracos de madeira e papelão e em palafitas. | ” |

Na mesma reportagem, constava que "após três décadas de uso do local para o despejo do lixo da região metropolitana do Rio de Janeiro, o governo carioca decidiu que, em 2007, desativará o aterro." Desativação que não ocorreu, levando à saturação do mesmo. Em agosto de 2008, cinquenta por cento da área já estava interditada. O terreno se encontra instável desde 2004, mas o aparecimento de um grande número de novas rachaduras em um curto espaço de tempo provocou a decisão de acumular lixo somente no centro do aterro. Em outubro de 2008, a Companhia Municipal de Limpeza Urbana do Rio de Janeiro decidiu interditar setenta por cento da área do aterro de Gramacho em decorrência da alta frequência de aparição de rachaduras.
Em janeiro de 2009, a secretaria de meio ambiente do município informou que, em Jardim Gramacho, existiam doze aterros clandestinos. Para o prefeito, esses lixões deveriam ser fechados imediatamente porque ofereciam grande risco ambiental. Ele atribuiu o crescimento de lixões clandestinos à cobrança de taxas para entrada no aterro controlado de Jardim Gramacho:
| “ | Com a cobrança do talão verde, as pessoas, para não pagarem a entrada no aterro, preferem pagar menos em lixões clandestinos e isso faz aumentar o número de aterros ilegais. | ” |

A então secretária estadual do ambiente, Marilene Ramos, esteve em Duque de Caxias no início de 2009 e firmou diversos compromissos ambientais. Um deles foi a necessidade de fechamento do aterro de Jardim Gramacho.
Um novo anúncio da desativação do aterro controlado foi feito em 15 de fevereiro de 2011. O prefeito de Duque de Caxias, José Camilo Zito, o secretário estadual do meio ambiente, Carlos Minc, a presidente do Instituto Estadual do Ambiente do Rio de Janeiro, Marilene Ramos, a secretária municipal do meio ambiente, Samuel Maia e representantes da Companhia Municipal de Limpeza Urbana do Rio de Janeiro se reuniram e anunciaram que o aterro controlado de Gramacho seria desativado em dezembro de 2011. Também em 15 de fevereiro de 2011, um grupo de empresários visitou o local, interessados em conhecer o processo de reciclagem realizado pelos catadores para as indústrias. A iniciativa do encontro partiu da Federação das Indústrias do Estado do Rio de Janeiro.
Depois de mais um adiamento (o aterro controlado continuou em funcionamento após dezembro de 2011), o prefeito do Rio de Janeiro, Eduardo Paes anunciou, em 10 de abril de 2012, que o aterro seria fechado em 23 de abril de 2012. A partir dessa data, todo o lixo recolhido na cidade do Rio de Janeiro seria depositado no aterro sanitário de Seropédica. Em 16 de abril de 2012, prefeitura do Rio anunciou que decidira adiar para maio o fechamento do aterro de Gramacho, após reunião no Banco Nacional de Desenvolvimento Econômico e Social entre o prefeito do Rio de Janeiro, o ministro da Secretaria-Geral da Presidência, Gilberto Carvalho, e representantes dos catadores. Em 30 de abril, pela terceira vez em seu governo, o prefeito Eduardo Paes anunciou que o aterro de Gramacho seria fechadoː desta vez, no dia 1.º de junho. Em 31 de maio, foi anunciado que o fechamento se daria em 3 de junho, depois de 35 anos de existência do depósito de resíduos. Segundo a prefeitura do Rio, o adiamento era necessário para fazer valer o combinado (o local deveria ser fechado somente após o recebimento das indenizações pelos catadores).
Em 3 de junho de 2012, com a presença do prefeito Eduardo Paes e da ministra do Meio Ambiente, Izabella Teixeira, o aterro controlado de Gramacho foi fechado. Na ocasião, a ministra Isabella Teixeira informou que a meta nacional era o encerramento de todos os lixões até 2014. O lixo do município do Rio de Janeiro, antes despejado no aterro controlado, passou a ser encaminhado à Central de Tratamento de Resíduos em Seropédica.

### Capacitação dos trabalhadores
A desativação do aterro controlado traz preocupações com os catadores que lá trabalham, cerca de 5 000. No anúncio de fechamento, feito em fevereiro de 2011, foi divulgado que os catadores serão capacitados para novas funções, com investimento de 2 000 000 de reais em quinze anos, além de uma bolsa de seguro-desemprego.
Segundo o presidente da associação de catadores, Tião Santos, é preciso dar condições aos catadores, que são responsáveis por 89 por cento de todo o lixo reciclado atualmente. "Ainda hoje, o Brasil recicla um por cento da sua capacidade. Se, com a nova política, a meta é atingir dez por cento, vai ter uma demanda muito grande de materiais. E, para isso, as cooperativas precisam de infraestrutura, investimento em caminhões, maquinários, para escoar toda essa demanda. Os membros das cooperativas precisam entender muito mais de logística, planejamento, rota".
Em abril de 2012, ficou acertado que a prefeitura do Rio de Janeiro vai pagar, em parcela única, os recursos do Fundo dos Catadores, que, originalmente, seriam pagos ao longo de 14 anos em parcelas anuais de 1 500 000 reais. Segundo o secretário de ambiente do Rio de Janeiro, Carlos Minc, será criado um conselho gestor para administrar o dinheiro que será obtido com a venda do gás metano e que será distribuído entre os cerca de 1 500 catadores que vivem da reciclagem em Gramacho. Cada catador receberá  14 864,55 reais.
Em 3 de junho de 2012, data do fechamento do aterro sanitário, o prefeito Eduardo Paes informou que, depois dos pagamentos das indenizações dos últimos catadores pela Prefeitura do Rio de Janeiro, o município de Duque de Caxias terá que criar mecanismos de inclusão social.

### O Aterro Controlado na Mídia
Em 2012, no mesmo ano de seu fechamento, o aterro controlado de Jardim Gramacho ficou famoso nacionalmente ao ser retratado na telenovela Avenida Brasil, da Rede Globo.
Em 2010, Vik Muniz fez o documentário intitulado Waste Land, que recebeu o título Lixo Extraordinário em português. Trata do trabalho do artista plástico com catadores de material reciclável no lixo de Jardim Gramacho.
Em 2015, o cineasta inglês Stephen Daldry dirigiu o filme de suspense Trash - (Trash - A Esperança vem do Lixo), uma trama sobre os garotos Raphael, Gardo e Rato, três meninos que vivem rodeados pela pobreza e miséria no lixão de Jardim Gramacho. Também nesse mesmo ano, a banda carioca Maldita filmou o videoclipe de sua música Peixes no aterro sanitário.